# Sila, Lamekova žena
Za druga značenja, pogledajte Sila.

Sila je bila žena Lameka i majka Tubal-Kajina i Naame. Njezin ju muž spominje u svojoj besjedi. Njezino ime znači "sjena". Druga Lamekova žena je bila Ada.